# Halalaimus brimis
Halalaimus brimis is een rondwormensoort uit de familie van de Oxystominidae.